# Cuzco (stad)
Cuzco (ter plaatse wordt de naam van de stad meestal geschreven als Cusco) is een stad in het zuidoosten van het Zuid-Amerikaanse land Peru, en de hoofdstad van de gelijknamige regio. De naam van de stad is afkomstig van het Quechua-woord dat navel (van de aarde) betekent. Cuzco heeft als bijnaam de "keizerlijke stad".
In 2015 telde de stad 427.000 inwoners. Cuzco ligt op een hoogte van ongeveer 3.360 meter in de Andes.

## Geschiedenis

### Het Rijk van de Inca
Het volk Killke beheerste het gebied van 900 tot 1200, vóór de komst van de Inca's in de 13e eeuw. Sacsayhuaman, het ommuurde complex buiten Cuzco, zou volgens koolstofdatering rond 1100 zijn gebouwd.

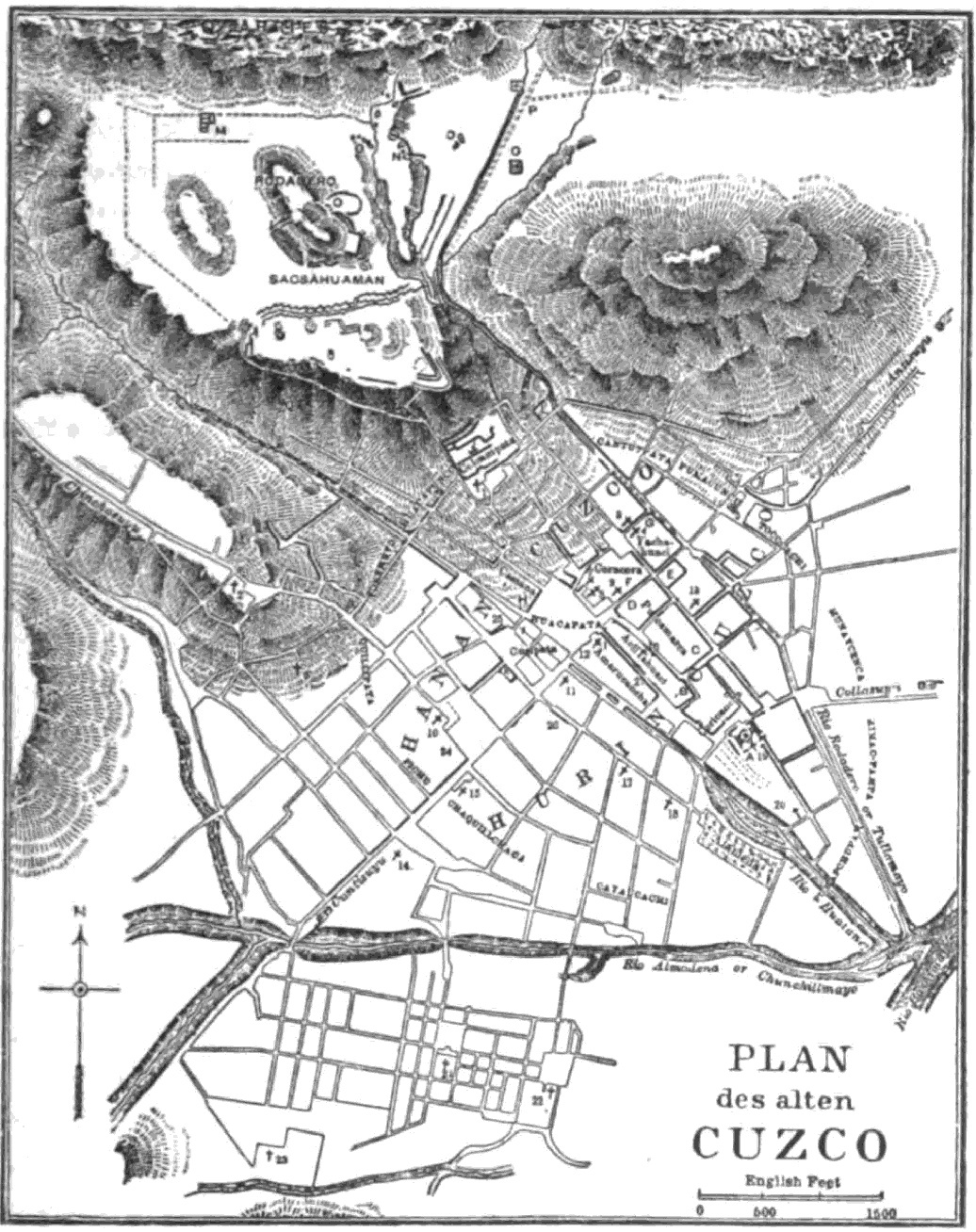
Het geoglief "de liggende poema" in de stad Cuzco, de vesting in het noorden van de stad geeft de kop van het dier weer, kaart van Amerikaanse archeoloog Ephraim George Squier, ca. 1860

Voordat de stad in de 16e eeuw door de Spaanse conquistadores werd veroverd, was het de hoofdstad en het culturele en religieuze centrum van het Rijk van de Inca, Tawantinsuyu ("Het land van de vier kwartieren"). De Inca’s gaven de stad de vorm van een poema en ze bouwden vele tempels zoals die voor de zonnegod Inti en de maangodin Quilla. Behalve de hoofdstad was Cuzco voor de Inca’s namelijk ook een heilige stad. Zij meenden dat dit de plek was waarvan de zoon van de zon (Manco Cápac) en de dochter van de maan (Mama Ocllo) na een lange zoektocht vanaf het Titicacameer (waar zij door zon en maan op de wereld waren gezet) besloten dat het vruchtbaar genoeg was om er te blijven en waar vervolgens het Rijk van de Inca geboren werd. Vanuit de steden in de omgeving kwamen er dan ook vele mensen op bedevaart. Bijgevolg had de stad een goed ontwikkeld systeem van persoonsregistratie, die het mogelijk maakte voldoende voedsel in voorraad te houden voor de bewoners en de bezoekers.
De oude stad was verdeeld in een (h)urin (beneden) en hanan (boven) gedeelte en elk gedeelte was in tweeën verdeeld. Samen vormden ze de vier 'kwartieren': Chinchasyu (NW), Antisuyu (NO), Kuntisuyu (ZW) en Quilasuyu (ZO). Een weg leidde van elk kwartier naar het corresponderende kwartier van het rijk.
Tahuantisuyu was een sterk rijk, maar raakte aan het begin van de 16e eeuw door twisten verdeeld. De oorzaak daarvan was dat het rijk sinds 1471 onder het leiderschap van Túpac Inca Yupanqui sterk was gegroeid. Aan het einde van zijn heerschappij omvatte Tahuantisuyu een gebied dat lag tussen Quito in Ecuador en Santiago in Chili. Zijn opvolger Huayna Capac verlegde het bestuurlijke centrum vervolgens naar Quito, waardoor Cuzco in politiek opzicht inboette aan belang. Kort voor zijn dood verdeelde Huayna Cápac het rijk tussen zijn zoons Atahualpa en Huáscar. Het noordelijke deel ging naar Atahualpa, terwijl Huáscar het zuiden ontving. Huáscar maakte Cuzco weer tot hoofdstad van zijn deel van het gebied. Wat volgde waren jaren van burgeroorlog tussen het noorden en het zuiden. In 1532 werd Huáscar door de noordelijke troepen gevangengenomen, waardoor Atahualpa leider van het hele Incarijk werd.

### De koloniale tijd
Het leiderschap van Atahualpa duurde niet lang, want in 1532 nam de conquistador Francisco Pizarro hem gevangen. Op 15 november 1533 bereikte Pizarro vervolgens de stad Cuzco. De stad werd veroverd en geplunderd en het gebied werd gekoloniseerd en gekerstend. Veel van de bouwwerken die de Inca’s hadden neergezet werden door de Spanjaarden afgebroken, zodat zij hun katholieke kerken op die plaatsen konden zetten. In veel gevallen verrezen de kerken en kloosters boven op de muren van de Inca-tempels. De nieuwe bouwstijl bleek niet goed bestand tegen de aardbevingen die het gebied regelmatig troffen. Vaak bleven de Inca-muren overeind staan terwijl de Spaanse bouwwerken instortten.
In 1535 probeerde Manco Capac II, een jongere halfbroer van Atahualpa en Huáscar, de stad op de Spanjaarden te veroveren. Met 100.000 man marcheerde hij op tegen de Spanjaarden, die de stad bijna verloren. Slechts door een gewaagde uitval en een bloedige veldslag bij Sacsayhuamán konden zij de stad behouden. Door de strijd werd Cuzco zwaar beschadigd.
In datzelfde jaar vestigde Pizarro het bestuurscentrum in de nieuwe stad Lima. Cuzco verloor daarmee zijn belangrijkste functie en het werd een koloniale stad zonder belang. Een aardbeving maakte in 1650 de teruggang volledig: de stad werd wederom verwoest.

### Modern Cuzco
In 1911 werd niet ver van Cuzco de Inca-stad Machu Picchu herontdekt. Cuzco ontwikkelde zich daardoor tot een belangrijk toeristisch centrum in Peru.

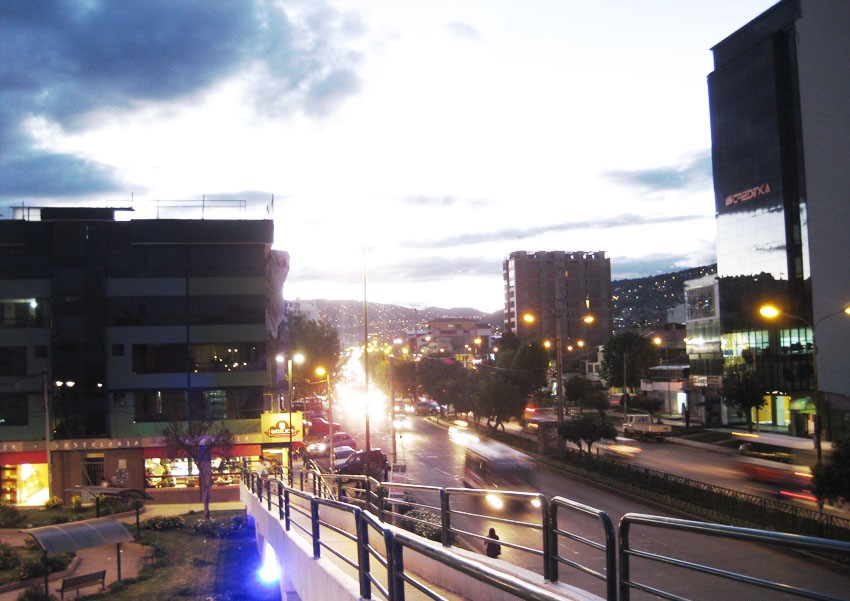
Financiële centrum van de stad, Av. de la Cultura, Cusco, Peru

In 1950 werd een groot deel van de stad opnieuw door een aardbeving verwoest.
In 1983 werd het historisch centrum van Cuzco opgenomen op de werelderfgoedlijst van UNESCO.
Op 8 december 2004 tekenden de presidenten van 12 landen in Latijns-Amerika in Cuzco de Verklaring van Cusco, waarmee zij de Zuid-Amerikaanse Statengemeenschap oprichtten.

## Geografie

### Bestuurlijke indeling
Deze stad (ciudad) bestaat uit vijf districten:
- Cuzco (hoofdplaats van de provincie)
- San Jerónimo
- San Sebastián
- Santiago
- Wanchaq

## Cultuur

### Bezienswaardigheden
- Incapad naar Machu Picchu
- Kerk van Santo Domingo op de resten van de Coricancha

### Sport
Voetbal is in Peru de belangrijkste sport. Uit Cuzco zijn twee professionele voetbalclubs afkomstig die regelmatig op het hoogste Peruviaanse niveau actief zijn. Dit zijn Real Garcilaso en Club Sportivo Cienciano. Beide clubs spelen en evenals het kleinere Deportivo Garcilaso hun wedstrijden in het Estadio Garcilaso met een capaciteit van 45.000 plaatsen. In dit stadion werd één wedstrijd gevoetbald voor de Copa América 2004.

## Stedenband
- Mexico-Stad (Mexico)
- Samarkand (Oezbekistan)
- Bethlehem (Palestina)
- La Paz (Bolivia)
- Baguio (Filipijnen)
- Kioto (Japan)
- Jersey City (Verenigde Staten)
- Lima (Peru)
- Chartres (Frankrijk)
- Kaesŏng (Noord-Korea)

- Krakau (Polen)
- Athene (Griekenland), sinds 1991[5]
- Moskou (Rusland)
- Havana (Cuba)
- Copán (Honduras)
- Xi'an (China)
- Potosí (Bolivia)
- Cuenca (Ecuador)
- Rio de Janeiro (Brazilië)
- Madison (Verenigde Staten)

## Geboren
- Agustín Gamarra (1785-1841), president van Peru
- Inca Garcilaso de la Vega (1539-1616), schrijver
- Hugo Blanco (1934-2023), politicus

## Galerij

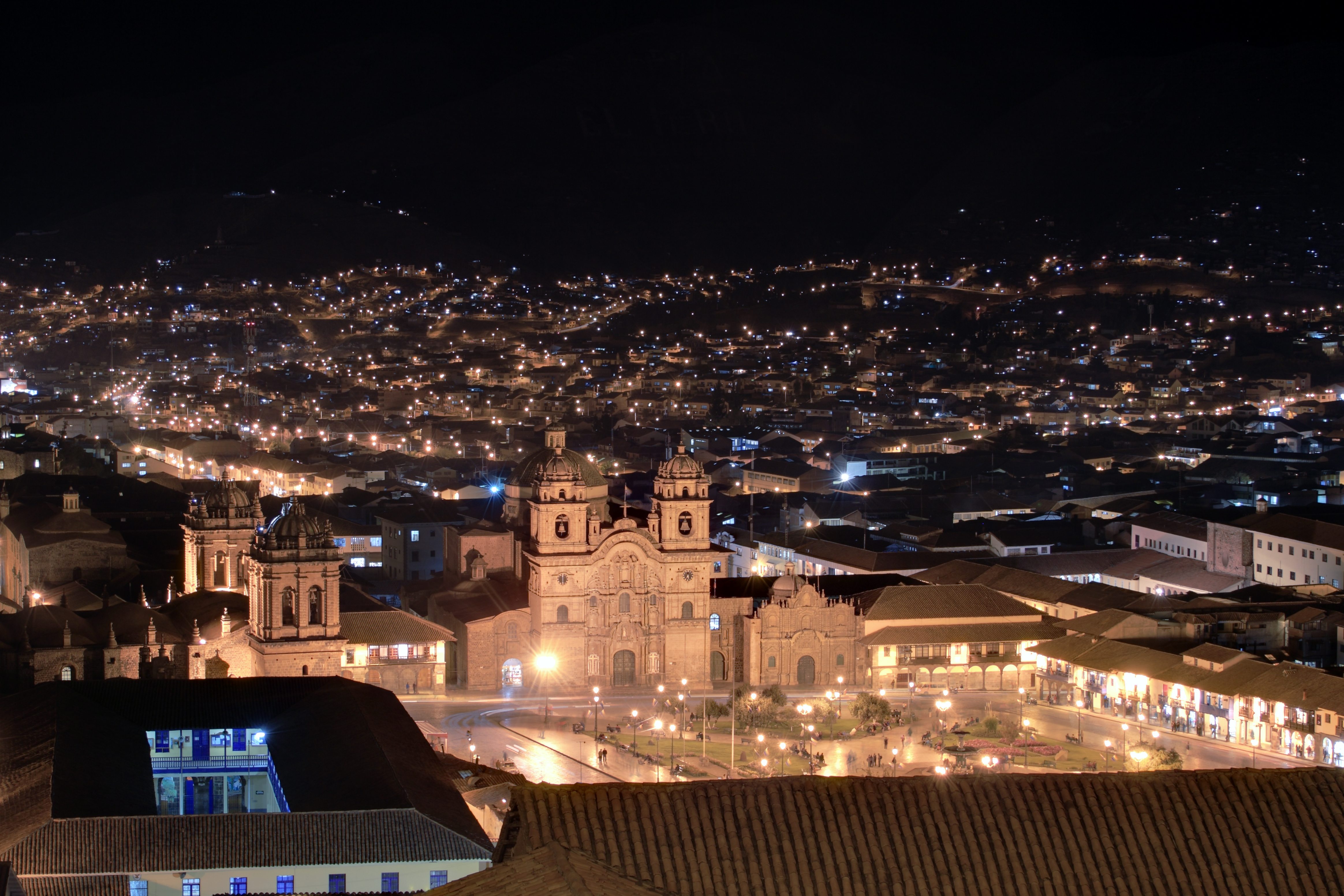
Kathedraal van Cuzco
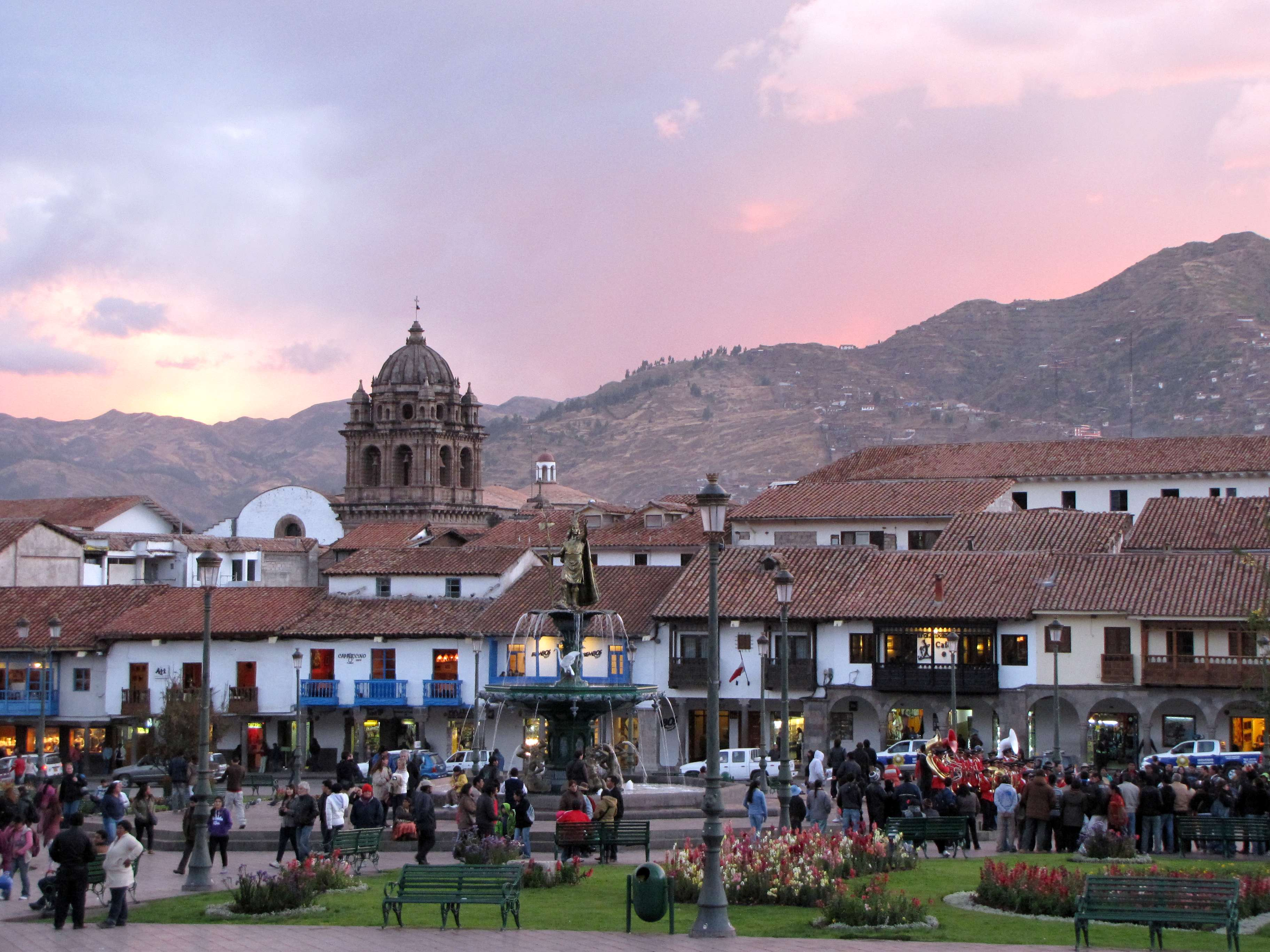
Plaza de Armas
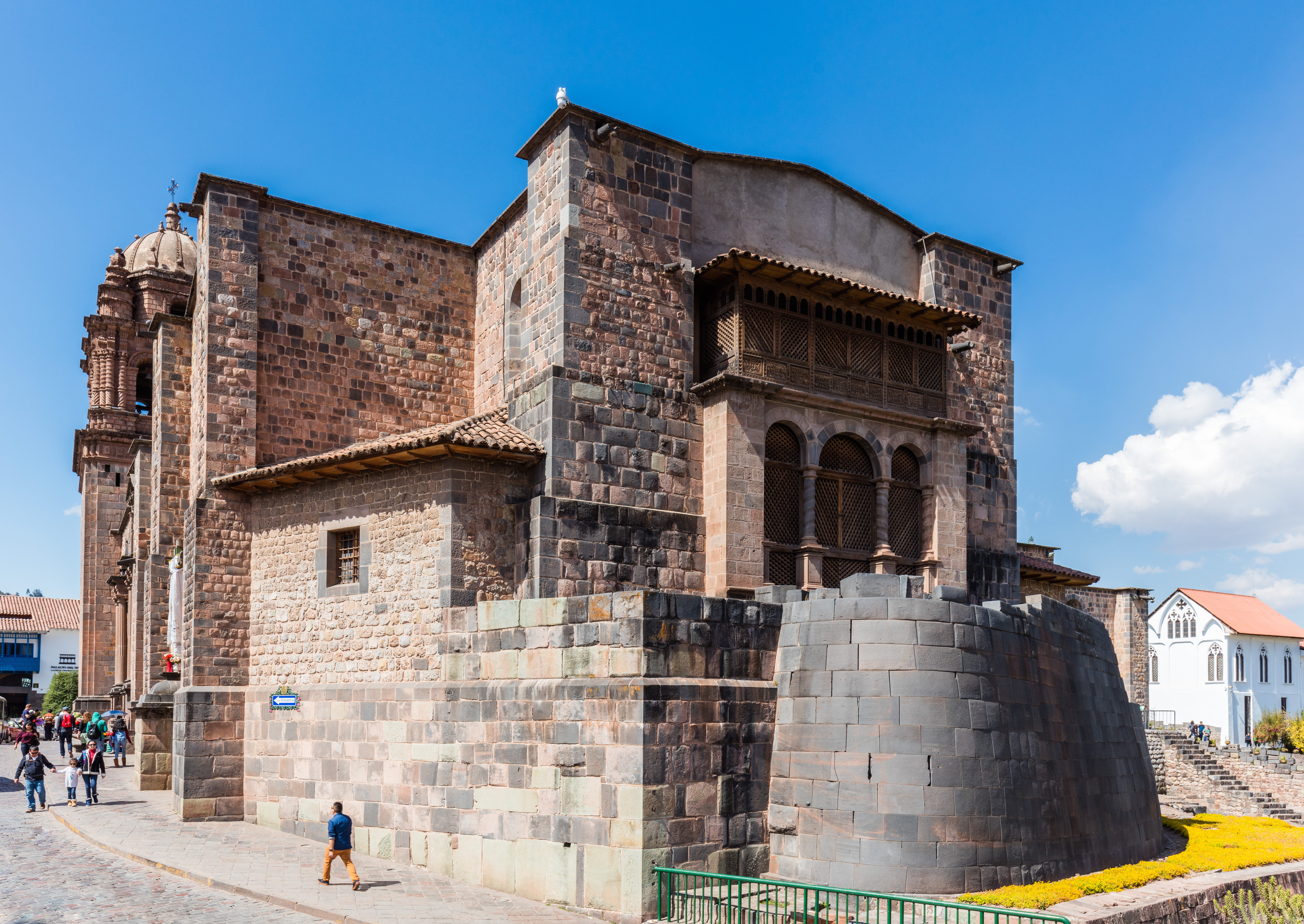
Coricancha